# L'Épine (Alte Alpi)
L'Épine è un comune francese di 197 abitanti situato nel dipartimento delle Alte Alpi della regione della Provenza-Alpi-Costa Azzurra.

## Società

### Evoluzione demografica
Abitanti censiti